# Östen Mäkitalo
Östen Mäkitalo est un ingénieur électronicien suédois. Il est considéré comme le père du Nordic Mobile Telephone (NMT) et parfois du téléphone mobile,,,.

## Éducation
Mäkitalo est né à Koutojärvi en Suède et a obtenu sa maîtrise puis son doctorat en génie électrique délivré par Institut royal de technologie (KTH) de Stockholm.
Il commence sa carrière professionnelle en 1961 à Televerket (maintenant fusionnée avec TeliaSonera, opérateur de téléphonie historique suédois et finlandais). À partir de 2005, il est professeur invité à KTH. Il a été membre élu de l'Académie royale des sciences de l'ingénieur de Suède.

## Recherches et inventions
Mäkitalo a participé au développement de la première génération de téléphonie mobile (1G). Il a également été une figure clé dans le développement du GSM. En outre, il a aussi pris part au développement de la technologie de la partie son de la télévision numérique. Mäkitalo a déposé une vingtaine de brevets et a été docteur honoris causa à l'École polytechnique Chalmers à Göteborg en Suède.

## Honneurs et récompenses
Mäkitalo reçu de nombreux prix et distinctions, notamment :
- 1987 : médaille d'or IVA pour le développement de la téléphonie mobile[7].
- 1991 : doctorat honorifique de l'École polytechnique Chalmers[8].
- 1994 : grand Prix KTH de l'Institut royal de technologie (KTH) pour ses travaux de recherche dans le domaine de la radio analogique et numérique[9].
- 2001 : médaille de sa majesté du roi de Suède pour ses contributions importantes dans le domaine de la téléphonie mobile[10].